# Ballyhaunis
Ballyhaunis es una localidad situada en el condado de Mayo, en Irlanda. Según el censo de 2022, tiene una población de 2823 habitantes.